# سفرجل هندي
السفرجل الهندي اسم يطلق على ثمرة نبات القشطة الصدفية (بالإنجليزية: Custard apple - نفاحة كاسترد)‏ (الاسم العلمي: Annona squamosa) وهو من النباتات التي تنمو في المناطق الاستوائية من أمريكا اللاتينية وجزر الهند الغربية. يتخذ السفرجل الهندي شكلاً مخروطياً قاعدته مستديرة الشكل يتراوح قطرها غالباً ما بين 5 إلى 10 سنتيمترات، ورأسه مدبب، لونه أخضر مزرق. أكيد أن السفرجل الهندي له نفس خصائص نبات القشطة الصدفية إلا أن هذه التسمية تختص بها الثمرة دون باقي النبات الأم.